# Prionapterus staphilinus
Prionapterus staphilinus är en skalbaggsart som beskrevs av Guérin-Méneville 1831. Prionapterus staphilinus ingår i släktet Prionapterus och familjen långhorningar.
Artens utbredningsområde är Paraguay. Inga underarter finns listade i Catalogue of Life.